# منووار
مَنووار (به انگلیسی: Manowar)، گروهِ چهار نفرهٔ هوی‌متالِ آمریکایی است که در سال ۱۹۸۰ توسط راس دِباس، نوازندهٔ گیتار الکتریک پایه‌گذاری شد. اشعار اِریک آدامز (خواننده و شاعر) که غالباً دارای مضامین حماسی و افسانه‌ای هستند وجه تمایز آن‌ها از دیگر گروه‌های هوی متال همدوره‌شان به‌شمار می‌آید. نام گروه نیز در اصل نام اژدهای دو سر افسانه‌ای یونان است که آیاندو (خدای تاریکی) را شکست داد.

## اعضا فعلی
- اِریک آدامز: آواز (۱۹۸۰-اکنون) و ریتم گیتار (۱۹۸۰-برای مدتی کوتاه)
- جوی دی‌مایو: گیتار بیس، کیبورد و گیتار کلاسیک (۱۹۸۰-اکنون)
- کارل لوگان: لید گیتار، کیبورد و گیتار کلاسیک (۱۹۹۴-اکنون)
- دنی همزیک: درام (۱۹۸۱–۱۹۸۳) و (۲۰۰۹-اکنون)

## اعضا قبلی
- راس دِباس: لید گیتار (۱۹۸۰–۱۹۸۸)
- دیوید شِنکِل: لید گیتار (۱۹۸۹–۱۹۹۳)
- اسکات کلامبس: درام (۱۹۸۳–۱۹۹۱) و (۱۹۹۵–۲۰۰۸) و در سال ۲۰۱۱ درگذشت
- کِنی اِرل (راینو) ادواردز: درام (۱۹۹۲–۱۹۹۵) و همراهی گروه در تورهای در سال ۲۰۰۸

## آلبوم‌ها
1982 – Battle Hymns
1983 – Into Glory Ride
1984 – Hail To England
1984 – Sign Of The Hammer
1987 – Fighting the World
1988 – Kings of Metal
1992 – The Triumph Of Steel
1996 – Louder than Hell
2002 – Warriors Of The World
2007 – Gods Of War
2012 – The Lord of Steel

## طولانی‌ترین کنسرت هوی‌متال
آنها رکورددار طولانی‌ترین کنسرت هوی‌متال با زمان ۵ ساعت و ۱ دقیقه (بلغارستان-۲۰۰۸) هستند که با همنوازی ارکستر فیلارمونیک صوفیه و در حضور ۲۰۰۰۰ بیننده اجرا شد.